# Itarantim
Itarantim is een gemeente in de Braziliaanse deelstaat Bahia. De gemeente telt 18.375 inwoners (schatting 2009).